# George Cosmas Zumaire Lungu
George Cosmas Zumaire Lungu (Zumaire, 4 de fevereiro de 1960) é um sacerdote católico da Zâmbia, bispo de Chipata desde 2003.
Foi ordenado sacerdote em 29 de agosto de 1985. Incardinado na Diocese de Chipata, foi, entre outros, o reitor do seminário diocesano menor e o vigário geral da diocese.
Em 23 de dezembro de 2002, o Papa João Paulo II o nomeou Bispo da Diocese de Chipata. Foi ordenado bispo em 23 de fevereiro de 2003 pelo então núncio apostólico na Zâmbia - Dom Orlando Antonini.
Nos anos 2007-2013 foi presidente e nos anos 2017-2018 vice-presidente da Conferência Episcopal da Zâmbia. Em 12 de abril de 2018, foi reeleito como chefe desta conferência.